# 6139 Naomi
A 6139 Naomi (ideiglenes jelöléssel 1992 AD1) a Naprendszer kisbolygóövében található aszteroida. Atsushi Sugie fedezte fel 1992. január 10-én.